# François-Xavier de Feller
Pour les articles homonymes, voir Feller.
François-Xavier de Feller, né François de Feller le 18 août 1735 à Bruxelles et mort le 23 mai 1802 à Ratisbonne, est un prêtre jésuite bruxellois, polémiste et écrivain spirituel de renom.

## Biographie

### Jeunesse et formation
De famille luxembourgeoise (son père, Dominique Feller, est un haut fonctionnaire de la ville d’Arlon, et reçoit des lettres de noblesse) François de Feller fait ses humanités au collège jésuite de Luxembourg, et deux années de philosophie à Reims avant d’entrer au noviciat de la Compagnie de Jésus à Tournai (28 septembre 1754). Par admiration pour le grand saint missionnaire de l'Orient, il choisit de se faire appeler 'François-Xavier'.
Feller enseigne la rhétorique aux collèges de Luxembourg (1757-1769) et Liège (1760-1762) et ensuite étudie la théologie à Luxembourg, où il est ordonné prêtre le 23 septembre 1764. Cette même année, les jésuites sont expulsés de France : beaucoup arrivent en Belgique. Aussi pour éviter la présence d’un trop grand nombre de jésuites, certains Belges sont envoyés à l’étranger. C’est le cas de Feller qui termine ses études de théologie à Trnava en Autriche-Hongrie et fait son Troisième An à Neusohl (1766-1767).

### En Europe de l’Est
Feller voyage beaucoup dans les pays de l’Est européen, Hongrie, Pologne, Roumanie, Bohème avant de rentrer en Belgique par l’Italie en 1769. Ces voyages lui font comprendre l’influence destructrice des idées des philosophes et encyclopédistes français, conduisant à l’indifférentisme et à l’incroyance. Cela orientera ses écrits futurs.
De retour dans les Pays-Bas méridionaux, il enseigne à Nivelles et est prédicateur à Liège, où il rencontre un certain succès (1772-1773). Il est à Liège lorsqu’il apprend que la Compagnie de Jésus a été supprimée par le pape Clément XIV (21 juillet 1773).

### Prêtre diocésain
Installé à Liège - et privé d’enseignement - Feller se met à écrire. De 1774 à 1794, il dirige un Journal historique et littéraire (qui atteindra 60 volumes). Il compile un Dictionnaire historique, publié pour la première fois en 1781, 6 volumes in-8, souvent réimprimé depuis, avec des augmentations, en grande partie copié du dictionnaire de Louis-Mayeul Chaudon et où apparaît nettement son hostilité aux Jansénistes et aux philosophes.
Esprit universel (et, en ce sens, lui-même ‘encyclopédiste’), Feller a une activité littéraire considérable comme polémiste. Il défend énergiquement les libertés de son pays (entre autres lors de la révolution brabançonne) et de l’Église. Il s’oppose aux encyclopédistes français et aux réformes religieuses de Joseph II. Demandes faites à l’empereur, protestations et réclamations abondent... Recherché activement par la police autrichienne, il devait souvent changer de résidence.
À partir de 1790, il est conseiller de l’archevêque de Malines, le Cardinal de Frankenberg. Quand les troupes françaises envahissent la Belgique (1794), il s’exile en Allemagne, d’abord à Paderborn où l’évêque lui confie la direction du collège diocésain, et ensuite à Ratisbonne (1797), où il est invité par le prince-évêque. Il y reste jusqu'à la fin de sa vie.

## Œuvres
- Jugement d'un écrivain protestant touchant le Livre de Justinus Febronius, Leipzig, 1770 [Luxembourg ; sous le nom de Bar(d)t], ca. 56 p.
- Entretien de Voltaire et de M. P. P., docteur de Sorbonne, sur la nécessité de la religion chrétienne et catholique par rapport au salut, Liège, 1771, 8°, ca. 50 p.
- Lettre sur le Dîner du comte de Boulainvilliers, 1771, [s.l., s.d.] 20 p. 12°
- Observations philosophiques sur les systèmes de Newton, le mouvement de la terre et la pluralité des mondes etc. précédées d'une dissertation théologique sur les tremblements de la terre, les orages etc. […] Liège, 1771 , 180 p., 12°
- Flexier de Reval : Catéchisme philosophique, Liège, 1773, VIII, 596 p., 8°
- Flexier de Reval : Examen critique de l'histoire naturelle de M. de Buffon, Héritiers Chevaliers Luxembourg, 1773, 48 p., 8°
- Journal historique et littéraire, Luxembourg, Liège, 1773 - 1794, Maestricht ; interdit par édit Joseph II du 26 janvier 1788
- Flexier de Reval : Discours sur divers sujets de religions et de morale, Héritiers Chevalier Luxembourg, 1777, 2 vol., 470 + 465 p., 8° [aussi dans Migne : … orateurs sacrés LXV col. 9 à 344]
- Dictionnaire géographique-portatif […], Paris, 1778, 2 vol., [16], 544 + 563 p.
- Examen impartial des époques de la nature de Mr. le Comte de Buffon, Héritiers Chevalier Luxembourg, 1780, 263 p., 8°
- Disquisitio philosophico-historico-theologica […], Héritiers Chevalier Luxembourg, 1780, 48 p., 8°
- Dictionnaire historique, Augsbourg, t. I (1781) XVI , 134, 574 p. + t. II (1782) 692 p. + t. III (1782) 747 p. + t. IV (1783) 678 p. + t V (1783) 768 p. + t VI (1784) 752 p., 8°
- Véritable état du différent élevé entre le Nonce apostolique de Cologne et les trois Électeurs ecclésiastiques […], Düsseldorf [Cologne], 1787, 126 p.
- Supplément au véritable état du différent élevé entre le Nonce apostolique de Cologne et les trois Électeurs ecclésiastiques, 1787, 25 p., 8°
- Coup d'œil sur le Congrès d'Ems, précédé d'un second Supplément au Véritable État, etc. Düsseldorf, 1787, 282 p. 8°
- Recueil des représentations, protestations et réclamations, 1787-1790, 17 vol.
- Supplément au recueil : Recueil des mémoires sur le commerce des Pays-Bas autrichiens, suivi d'un recueil complet des pièces relatives à la pêche nationale, [s.l.] 1787, 400 p., 8°
- Lettres concernant la prescription du Journal historique et littéraire, avec quelques notes de l'éditeur, 1788, [s.l.] 12 p., 8°
- Réflexions sur les 73 articles du Pro Memoria, présentés à la Diète d'Empire, touchant les nonciatures de la part de l'Archevêque-Électeur de Cologne. Ratisbonne [Cologne], 1788, 240 p., 8°, documentation fournie par l'évêque François Hirn.
- Défense des réflexions sur le Pro Memoria de Cologne, suivie de l'examen du Pro Memoria de Salzbourg, Ratisbonne, 1789, 130 p., 8°
- Extrait d'une lettre de M.F.X.D.F. à M. le C.A. Magnat de Hongrie, 1790, 94 p., 8°
- Itinéraire, ou voyages M. l'abbé de Feller en diverses parties de l'Europe […], Liège et Paris, 1820, 2 vol. 507 + 577 p., 8°